# Herrania nitida
Herrania nitida là một loài thực vật có hoa trong họ Cẩm quỳ. Loài này được (Poepp.) R.E.Schult. mô tả khoa học đầu tiên năm 1943.